# Odontopleuridae
Odontopleuridae (лат.) — семейство трилобитов из отряда Lichida. Палеозойская группа: ископаемые остатки найдены в отложениях кембрийского, ордовикского, силурийского и девонского периодах.

## Описание
Как правило мелкого размера трилобиты. Торакс (туловищный отдел) включал от 8 до 10 сегментов (осевая часть выпуклая, вздутая). Экзоскелет обычно плотно гранулированный и с разнообразными выростами и шипами почти на всех сегментах тела, иногда причудливо загнутыми в разные стороны. Выпуклая часть головного щита, или глабелла, конической формы и выпуклая, субпараллельная или суживающаяся вперёд. Лицевые швы опистопариевые. Рахис хвостового щита с 2—3 бороздами. Глаза находятся в средней части щёк. Хвостовой щит короткий, поперечный.

## Систематика
Около 40 родов. Семейство включают в состав надсемейства Odontopleuroidea и иногда вместе с надсемейством Dameselloidea некоторые авторы выделяют в отдельный отряд Odontopleurida Whittington, 1959.
- Роды: Acanthalomina, Acidaspidella?, Acidaspides?, Acidaspis, Anacaenaspis (=Bruxaspis), Apianurus, Archaeopleura, Boedaspis, Borkopleura, Brutonaspis, Calipernurus, Ceratocara, Ceratocephala (=Bounyoungia; =Onchaspis; /Trapelocera), Ceratocephalinus, Ceratonurus, Chlustinia, Dalaspis, Diacanthaspis, Dicranurus, Dudleyaspis, Edgecombeaspis, Eoleonaspis (=Bojokoralaspis), Exallaspis, Gaotania, Globulaspis, Hispaniaspis, Isoprusia (=Mauraspis), Ivanopleura, Kettneraspis (=Grossia), Koneprusia, Laethoprusia, Leonaspis (=Acanthaloma), Meadowtownella, Miraspis (=Elbaspis), Ningnanaspis, Odontopleura, Orphanaspis, Periallaspis, Primaspis, Proceratocephala (=Drummuckaspis), Radiaspis (=Xanionurus; =Charybdaspis), Rinconaspis, Selenopeltis (=Languedopeltis; =Polyeres), Selenopeltoides, Sinespinaspis, Stelckaspis, Taemasaspis (=Gondwanaspis; =Snoderaspis), Uriarra, Whittingtonia

## Геохронология
Группа известна в ископаемых находках начиная с середины кембрийского периода. Большая часть родов вымерла в силурийском периоде или в конце девонского периода.
| Докембрий | Фанерозой | Фанерозой | Фанерозой | Фанерозой | Фанерозой | Фанерозой | Фанерозой | Фанерозой | Фанерозой | Фанерозой | Фанерозой | Фанерозой | Эон       |
| Докембрий | Палеозой  | Палеозой  | Палеозой  | Палеозой  | Палеозой  | Палеозой  | Мезозой   | Мезозой   | Мезозой   | Кайнозой  | Кайнозой  | Кайнозой  | Эра       |
| --------- | --------- | --------- | --------- | --------- | --------- | --------- | --------- | --------- | --------- | --------- | --------- | --------- | --------- |
| Докембрий | Кембрий   | Ордо вик  | Сил ур    | Девон     | Карбон    | Пермь     | Триас     | Юра       | Мел       | Палео ген | Нео ген   |           | П-д       |
| 4567      | 538,8     | 486,85    | 443,1     | 419,62    | 358,86    | 298,9     | 251,902   | 201,4     | 143,1     | 66,0      | 23,04     |           | млн лет ← |
| 4567      | 538,8     | 486,85    | 443,1     | 419,62    | 358,86    | 298,9     | 251,902   | 201,4     | 143,1     | 66,0      | 23,04     | 2,58      |           |